# Алтер, Харви Джеймс
Харви Джеймс Алтер (англ. Harvey J. Alter; род. 12 сентября 1935, Нью-Йорк, США) — американский врач и учёный, лауреат Нобелевской премии по физиологии и медицине 2020 года совместно с двумя учёными: Майклом Хаутоном и Чарльзом Райсом за открытие вируса гепатита C, также совместно с Майклом Хутоном является лауреатом премии Ласкера — Дебейки за клинические медицинские исследования. Награждён высшей наградой США для гражданских лиц-медиков: Медалью за выдающийся вклад в здравоохранение. Возглавляет инфекционный отдел Национальных институтов здравоохранения США.

## Биография

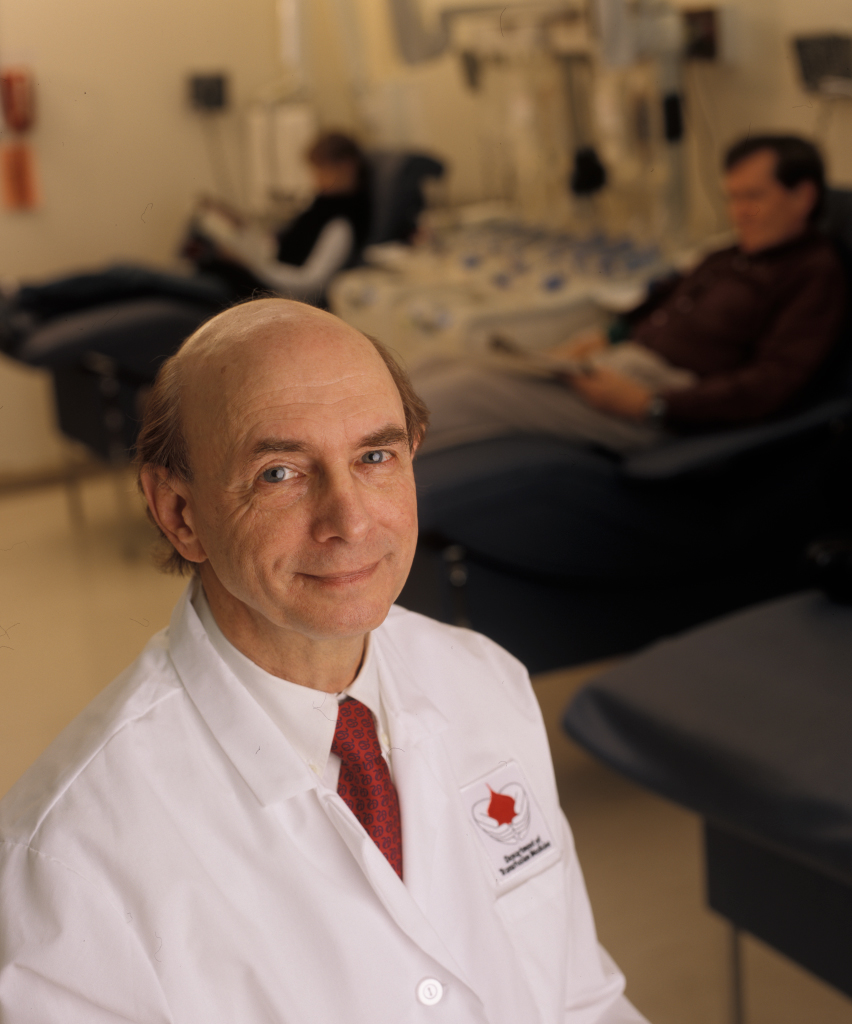

Алтер родился в Нью-Йорке в еврейской семье. Вырос в Куинсе. Учился в Рочестерском университете в Рочестере, штат Нью-Йорк, где и получил звание бакалавра в 1956 году. В 1960 году получил там же медицинский диплом. Работал как пост-док в Национальных институтах здравоохранения США в городе Бетесда (Мэриленд), штат Мэриленд с декабря 1961 по июнь 1964; затем был в резидентуре в Вашингтонском университете с июля 1964 до июня 1965; специализировался в гематологии при Джорджтаунском университете в Вашингтоне с июля 1965 года вплоть до июня 1966 года.

## Медицинские исследования
Будучи начинающим учёным, Алтер участвовал в 1964 году в открытии Австралийского антигена вместе с Барухом Бламбергом.. Эта работа сыграла ключевую роль в открытии гепатита B.

### Открытие гепатита C
В середине 1970-х годов Алтеру и его команде исследователей удалось доказать, что большинство случаев гепатита после переливания крови не связаны с известными видами гепатита A и B. С помощью исследований на шимпанзе коллективу удалось доказать существования нового для учёных вида гепатита первоначально названного «non-A, non-B hepatitis». Эта работа привела в, конце концов, к открытию вируса гепатита C. В 1988 году коллектив, возглавляемый Алтером смог найти вирус в образцах крови людей. В апреле 1989 описание нового вируса, получившего название вирус гепатита C, было опубликовано в двух статьях журнала Сайенс.

## Личная жизнь
Алтер имеет от первого брака с Барбарой Бэйли двух детей, вторично женат на Диане Доулинг, у которой двое детей. Девять внуков.